# Sverkerska ätten
Sverkerska ätten var en av två ätter som innehade regeringsmakten i Sverige mellan åren 1130 och 1250 och som kämpade om den mot den Erikska ätten från 1150-talet till 1220-talet. Namnet kommer sig av den första kungen ur ätten, Sverker den äldre. Den utslocknade på manssidan 1222 med Johan Sverkersson. 
Under Sverker den äldres tid ska den hedniska gudstjänsten ha upphört i Sverige. Därtill anlades flera kloster, såsom Alvastra i Östergötland, Nydala i Småland samt Varnhem och Gudhem i Västergötland, där munkar och nunnor ogifta skulle tillbringa sitt liv med att tjäna Gud. Man började också inrätta biskopsstift.
Ett påvligt sändebud, kardinalen Nicolaus Albanus, kom år 1153 till Sverige för att inviga en ärkebiskop, men svear och götar kunde inte komma överens om huruvida ärkestiftet skulle ha sitt säte i Linköping eller Gamla Uppsala; därför lämnade kardinalen vid sin hemresa kvar palliet hos ärkebiskopen i Lund. 
Svenska kungar ur den Sverkerska ätten:
- Sverker den äldre (Sverker I)
- Karl Sverkersson (Karl I, ibland oegentligt kallad Karl VII)
- Sverker den yngre (Sverker II)
- Johan Sverkersson (Johan I)

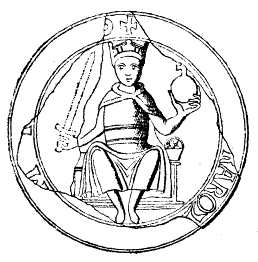
Karl Sverkerssons sigill
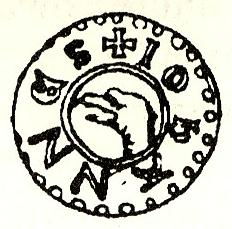
Mynt från Johan Sverkerssons dagar